# Karin Keller-Sutter
Pour les articles homonymes, voir KKS.
Karin Keller-Sutter, née le 22 décembre 1963 à Uzwil (originaire de Kirchberg et Jonschwil), est une personnalité politique suisse, membre du Parti libéral-radical.
Ancienne conseillère d'État et conseillère aux États saint-galloise, elle est conseillère fédérale depuis le 1er janvier 2019, à la tête du Département fédéral de justice et police jusqu'en 2022, puis de celui des finances. Elle est présidente de la Confédération en 2025.

## Biographie
Karin Keller-Sutter naît Karin Sutter le 22 décembre 1963 à Uzwil, dans le canton de Saint-Gall. Elle est originaire de deux autres communes du même canton, Kirchberg et Jonschwil. Elle grandit à Wil, dans le canton de Saint-Gall, avec ses parents restaurateurs. Elle y fait sa scolarité avant de partir pour Neuchâtel. Elle suit ensuite une formation de traductrice et d'interprète de conférence à la Dolmetscherschule Zürich.
Après ses études, elle travaille comme interprète de conférence indépendante. Elle suit également des études de sciences politiques à Londres et à l'Université de Montréal. Elle obtient enfin un diplôme de troisième cycle en pédagogie à l'Université de Fribourg et travaille comme enseignante dans les écoles professionnelles commerciales de Saint-Gall et Wil.
Elle est mariée à Morten Keller, ancien médecin et directeur des services de santé de la ville de Zurich depuis 2014. Ils n'ont pas d'enfants.
Les médias font parfois référence à Keller-Sutter en utilisant ses initiales, KKS,,,. Dans les semaines avant son élection au Conseil fédéral, la Neue Zürcher Zeitung y voit également la phrase « keiner kann stoppen » (litt. « personne ne peut l'arrêter »). Plusieurs médias lui confèrent également le titre de « dame de fer » (en référence à Golda Meir et Margaret Thatcher),,,, et ce dès 2010 alors qu'elle est conseillère d'État du canton de Saint-Gall

## Parcours politique

### Carrière politique cantonale
Elle commence sa carrière politique comme conseillère municipale de Wil entre 1992 et 2000 ; elle préside l'assemblée municipale en 1997.
De 1996 à 2000, elle est députée au parlement saint-gallois. Dans le même temps, de 1997 à 2000, elle préside le Parti radical-démocratique saint-gallois. Élue au gouvernement cantonal le 12 mars 2000, elle prend en charge le département de la sécurité et de la justice ; elle est aussi vice-présidente de la conférence des directeurs cantonaux de justice et police. En 2006-2007, elle préside le gouvernement.
Durant son mandat, elle s'est engagée pour le nouveau droit d'asile et des étrangers puis en faveur de son exécution cohérente au niveau cantonal, où elle met en place des accords d'intégration avec les étrangers. Elle a aussi créé une protection spéciale pour les victimes de violence conjugale, mis en place avec la police un service de lutte contre la violence des jeunes, et favorisa une présence policière accrue dans l'espace public.

### Conseillère aux États
En 2011, elle est élue au premier tour au Conseil des États. Elle y siège à la Commission de l'économie et des redevances (CER), à la Commission de politique extérieure (CPE) et à la Commission de la sécurité sociale et de la santé publique (CSSS). Elle est réélue en 2015. Le 27 novembre 2017, elle accède à la présidence du Conseil des États.
Elle est notamment membre du conseil d'administration de Bâloise Assurances (depuis 2013), membre du comité de l'Union patronale suisse et présidente du comité de l'Association des commerces de détail de taille moyenne en Suisse.
Selon la Radio télévision suisse, elle n'a pas souhaité dévoiler le total de ses revenus, mais son mandat pour Bâloise Assurances lui rapporte 181 000 francs par an. Elle détient aussi 2 600 actions du groupe, pour une valeur de 365 000 francs.

### Conseillère fédérale
Le 19 août 2010, elle annonce sa candidature au Conseil fédéral afin de succéder à Hans-Rudolf Merz. Sa candidature est retenue par le groupe libéral-radical de l'Assemblée fédérale avec celle de Johann Schneider-Ammann, mais elle échoue au quatrième tour de l'élection remportée par son colistier.
Le 9 octobre 2018, à la suite du retrait de Johann Schneider-Ammann du Conseil fédéral, elle annonce sa candidature pour lui succéder. Le 5 décembre, elle est élue par l'Assemblée fédérale avec 154 voix sur 244 dès le premier tour. Elle devient ainsi la deuxième représentante féminine du Parti libéral-radical élue au Conseil fédéral après Elisabeth Kopp et le 119e membre du Conseil fédéral de l'histoire. Elle prend la tête du Département de justice et police.
Le 11 décembre 2019, elle est réélue au Conseil fédéral avec 169 voix. Au cours de ce nouveau mandat, elle s'oppose avec véhémence à l'introduction d'une loi fédérale encadrant les dérives des multinationales suisses à l'étranger. Elle promet l'adoption d'une réglementation coordonnée au niveau international, mais demeure passive après le rejet de l'initiative, faisant de la Suisse l'un des derniers États européens sans régulation. 
Elle reprend le Département des finances le 1er janvier 2023 à la suite de la démission de l'UDC Ueli Maurer. En mars 2023, le Conseil fédéral valide son plan de soutien à UBS pour le rachat de Crédit Suisse. Ce plan se compose de 250 milliards de francs d'emprunts ou de garanties d'emprunt, auxquels s'ajoutent 9 milliards de francs de garanties à UBS en cas de pertes. Le 11 août 2023, UBS résilie l'ensemble des contrats de garantie et de prêts sans que la Confédération ou la BNS n'aient de pertes à assumer. Au contraire, Crédit Suisse a versé 193 millions d'intérêts à la Confédération et 537 à la BNS.
Le Conseil fédéral et Karine Keller-Sutter valident durant la même période des projets de coupes dans les dépenses d'assurance-chômage, de rentes de veuves et les infrastructures ferroviaires - permettant une économie de 600 millions de francs par an. Parallèlement, Karin Keller-Sutter prône une renonciation à l'impôt sur le bénéfice des sociétés maritimes, offrant de facto un privilège fiscal aux armateurs et sociétés de négoce sises en Suisse. Le 13 décembre 2023, elle est réélue conseillère fédérale et élue vice-présidente du Conseil fédéral pour l'année 2024. Elle est élue le 11 décembre 2024, présidente de la Confédération pour l'année 2025.